# Dialog zbawcy
Dialog zbawcy – gnostycki utwór z Nag Hammadi (NHC III,5) mający formę dialogu objawiającego Zbawcy z uczniami. Według Wincentego Myszora jest on najprawdopodobniej komentarzem do nowotestamentowej nauki Jezusa.